# Allophylus grandifolius
Allophylus grandifolius är en kinesträdsväxtart som först beskrevs av Bak., och fick sitt nu gällande namn av Ludwig Radlkofer. Allophylus grandifolius ingår i släktet Allophylus och familjen kinesträdsväxter. Inga underarter finns listade i Catalogue of Life.